# Marlag und Milag Nord
 (mai 2021).
La mise en forme du texte ne suit pas les recommandations de Wikipédia : il faut le « wikifier ».
Les points d'amélioration suivants sont les cas les plus fréquents. Le détail des points à revoir est peut-être précisé sur la page de discussion.
- Les titres sont pré-formatés par le logiciel. Ils ne sont ni en capitales, ni en gras.
- Le texte ne doit pas être écrit en capitales (les noms de famille non plus), ni en gras, ni en italique, ni en « petit »…
- Le gras n'est utilisé que pour surligner le titre de l'article dans l'introduction, une seule fois.
- L'italique est rarement utilisé : mots en langue étrangère, titres d'œuvres, noms de bateaux, etc.
- Les citations ne sont pas en italique mais en corps de texte normal. Elles sont entourées par des guillemets français : « et ».
- Les listes à puces sont à éviter, des paragraphes rédigés étant largement préférés. Les tableaux sont à réserver à la présentation de données structurées (résultats, etc.).
- Les appels de note de bas de page (petits chiffres en exposant, introduits par l'outil «  Source ») sont à placer entre la fin de phrase et le point final[comme ça].
- Les liens internes (vers d'autres articles de Wikipédia) sont à choisir avec parcimonie. Créez des liens vers des articles approfondissant le sujet. Les termes génériques sans rapport avec le sujet sont à éviter, ainsi que les répétitions de liens vers un même terme.
- Les liens externes sont à placer uniquement dans une section « Liens externes », à la fin de l'article. Ces liens sont à choisir avec parcimonie suivant les règles définies. Si un lien sert de source à l'article, son insertion dans le texte est à faire par les notes de bas de page.
- La présentation des références doit suivre les conventions bibliographiques. Il est recommandé d'utiliser les modèles {{Ouvrage}}, {{Chapitre}}, {{Article}}, {{Lien web}} et/ou {{Bibliographie}}. Le mode d'édition visuel peut mettre en forme automatiquement les références.
- Insérer une infobox (cadre d'informations à droite) n'est pas obligatoire pour parachever la mise en page.

Pour une aide détaillée, merci de consulter Aide:Wikification.
Si vous pensez que ces points ont été résolus, vous pouvez retirer ce bandeau et améliorer la mise en forme d'un autre article.
Marlag und Milag Nord était un complexe de camps de prisonniers de guerre allemands de la Seconde Guerre mondiale pour les hommes de la marine marchande britannique et canadienne et de la Royal Navy. Il était situé autour du village de Westertimke, à environ 30 km au nord-est de Brême, bien que dans certaines sources l’emplacement du camp est donné comme Tarmstedt, un plus grand village à environ 4 km à l’ouest. Il y avait aussi des marins marchands américains détenus dans le camp, ainsi que du personnel de la marine de guerre américaine.

## Statut des marins marchands
Sur plus de 5 000 marins marchands alliés capturés par les Allemands pendant la guerre, la plupart ont été détenus à Marlag-Milag. En tant que civils non-combattants, selon l’article XI, article 6, des Conventions de La Haye de 1907, les marins marchands « ... ne sont pas faits prisonniers de guerre, à condition qu’ils fassent une promesse formelle par écrit de ne pas entreprendre, tant que les hostilités dureront, tout service lié aux opérations de guerre. » Les Allemands, cependant, traitaient toujours les marins de la marine marchande comme des prisonniers de guerre (comme l’ont fait aussi les Britanniques à partir de 1942). En 1943, les Allemands suggérèrent un échange d’un nombre égal de prisonniers de la marine marchande, mais cette offre fut refusée par le Premier Lord de l’Amirauté A. V. Alexander au motif qu’elle serait plus à l’avantage de l’Allemagne, car elle leur fournirait un grand nombre d’hommes aptes à être utilisés comme équipages de sous-marins, dont ils étaient désespérément à court.

## Historique du camp

### Stalag X-B
Initialement, les prisonniers de la marine marchande et de la Royal Navy étaient internés dans plusieurs camps dans le nord de l’Allemagne. En avril 1941, ils furent réunis au Stalag X-B de Sandbostel et logés dans deux complexes désignés Ilag X-B (Internierungslager, « camp d’internement ») et Marlag X-B (Marinelager, « camp de la Marine »). À l’instigation des gouvernements américain et suisse, le Comité international de la Croix-Rouge a fait pression sur le gouvernement allemand pour qu’il ne garde pas de non-combattants civils dans un camp de prisonniers de guerre. Les Allemands se sont conformés à cette demande, choisissant ce qui était à l’origine un petit camp d’entraînement de la Luftwaffe, composé de six baraquements et d’un petit aérodrome à Westertimke. En juillet 1941, les prisonniers d’Ilag X-B durent travailler au démantèlement de leurs baraquements à Sandbostel, puis à leur reconstruction à Westertimke, pour finalement achever le camp de Milag en février 1942. Le camp de Marlag n’a été achevé qu’en juillet 1942.

### Marlag und Milag Nord
Marlag, le camp de la Royal Navy, a été divisé en deux ensembles ; « O » abritait des officiers et leurs ordonnances, tandis que « M » détenait des officiers mariniers et des matelots. La majorité des prisonniers étaient britanniques, mais il y avait aussi un petit nombre d’autres nationalités alliées. À la fin de 1942, tous les matelots furent envoyées au Stalag VIII-B à Lamsdorf et affectées à des Arbeitskommando (« Commandos de travail ») et « M » n’abritait plus que des sous-officiers.
Milag (Marineinterniertenlager, « Camp d’internement marine »), le camp de la marine marchande, était situé 300 m à l’est de Marlag. Il était également divisé en deux complexes distincts pour les officiers et pour les hommes. La zone entre les deux contenait le poste de garde, un bloc de prison, un bunker de carburant et l’hôpital du camp.
Juste à l’extérieur des portes de Milag se trouvait la Kommandantur (« Quartier général ») et l’hébergement pour les gardes. Entre les camps, il y avait un grand bloc de douches qui était utilisé par les hommes des deux camps.
Chaque camp contenait un certain nombre de baraques en bois d’un seul étage : 29 à Marlag et 36 à Milag. La plupart d’entre eux étaient des logements, tandis que les autres contenaient des cuisines, des salles à manger, des toilettes, des postes de garde, des entrepôts, un bureau de poste et d’autres bâtiments administratifs. Les logements étaient divisés en chambres pouvant accueillir chacune de 14 à 18 hommes qui dormaient dans des lits superposés à deux et trois niveaux.
Les prisonniers de guerre s’occupaient de diverses façons. Il y avait un théâtre de camp à Marlag et les prisonniers de guerre ont donné des concerts et des pièces de théâtre. Chaque camp avait son propre terrain de sport et il y avait aussi une bibliothèque avec environ 3000 livres. Les prisonniers suivaient des cours de langues et de mathématiques, ainsi que des matières commerciales, professionnelles, économiques et scientifiques. Des équipements sportifs et des manuels scolaires ont été obtenus de la Croix-Rouge et du YMCA. Les prisonniers de guerre étaient autorisés à envoyer deux lettres et quatre cartes postales par mois. Il n’y avait aucune restriction quant au nombre de lettres qu’un prisonnier pouvait recevoir. Naturellement, tout le courrier entrant et sortant était censuré. Une distraction populaire était fournie par le « Club des jockeys de Milag » qui organisait des courses tous les samedis soir. Les « chevaux » étaient des modèles en bois qui couraient sur une piste de 11 m, contrôlés par des dés. Les prisonniers pariaient sur les courses, et l’argent ainsi recueilli était donné à la Croix-Rouge.
Dans des conditions normales, les camps avaient une capacité de 5 300 personnes. Selon les chiffres officiels d’avril 1944, 4 268 hommes y étaient détenus. Initialement, le camp était gardé par les troupes de la Marine allemande. Plus tard, ils ont été remplacés par des réservistes de l’Armée de terre.

### Autres camps
La marine allemande a également exploité un Dulag (Durchgangs lager, « Camp de transit ») à Wilhelmshaven, où les prisonniers nouvellement arrivés étaient accueillis avant d’être envoyés dans d’autres camps. Après les bombardements alliés sur Wilhelmshaven en février 1942, cette installation fut déplacée à Westertimke. Le camp Dulag Nord était situé entre Marlag et Milag .
En septembre 1943, 630 marins civils de l’Inde, de la Chine, de la Birmanie et d’Aden ont été déplacés hors de Milag dans un nouveau camp, Milag (Inder) (connu sous le nom d’Inderlager ou « camp indien ») à l’ouest de Westertimke. Au nord et à l’est du village, trois petits camps ont également été construits. La Kommandantur contenait le commandement et les bâtiments administratifs, tandis que le Stabslager et la Wache contenaient des logements pour le personnel administratif et les gardes du camp.

### Libération
À la fin de 1944, des prisonniers évacués d’autres camps ont commencé à arriver, ce qui a entraîné une surpopulation et une réduction des rations alimentaires. Le 4 février 1945, quelque 3 000 hommes évacués de Stalag Luft III arrivent à Marlag-Milag. Afin de les accueillir, toute la population de Marlag « M » a été déplacée dans « O ».
Le 2 avril 1945, le commandant annonce qu’il a reçu l’ordre de quitter le camp avec la plupart de ses gardes, ne laissant qu’un petit détachement derrière lui pour remettre le camp aux forces alliées, qui se trouvaient déjà à Brême. Cependant, cet après-midi-là, un détachement de plus d’une centaine de SS-Feldgendarmerie entra dans le camp, a rassemblé plus de 3 000 hommes et les a fait sortir, se dirigeant vers l’est. Le lendemain, vers 10 heures du matin, la colonne a été mitraillée par des avions de la Royal Air Force, et plusieurs prisonniers de guerre ont été tués. Au cours des jours suivants, la colonne a été attaquée depuis les airs à plusieurs reprises. Enfin, l’officier de la marine britannique le plus élevé en grade offrit aux Allemands la parole des prisonniers de guerre de ne pas s’enfuir, en échange d’être autorisés à se reposer le jour et à marcher la nuit. Les Allemands étaient d’accord.
Le 9 avril 1945, les gardes de Milag-Marlag partent et sont remplacés par des hommes plus âgés, vraisemblablement des Volkssturm locaux. Pendant ce temps, la colonne se dirige lentement vers l’est, traversant finalement l’Elbe, au nord de Hambourg, le 18 avril.
Le 19 avril, des unités de la 15e Panzergrenadier-Division placent des chars et de l’artillerie à côté des camps. Confrontés à la menace d’une bataille acharnée à leur porte, les prisonniers restants ont creusé des tranchées. L’artillerie a tiré depuis ses positions à côté des camps, mais heureusement elle s’était éloignée au moment où la Division blindée des Guards britannique a libéré les camps le 27 avril 1945.
Le lendemain, le 28 avril, la colonne arriva finalement à Lübeck, sur la côte de la mer Baltique. Les prisonniers ont été libérés par la 11e division blindée britannique le 1er mai 1945.

### Utilisation après-guerre
Après la reddition allemande, Marlag-Milag fut utilisé par les autorités d’occupation britanniques pour loger des prisonniers de guerre, allemands cette fois. Marlag Marlag « O » a été désigné comme camp d’internement civil no 9 et abritait des hauts responsables du parti nazi et des criminels de guerre présumés. En 1946, Marlag « M » a été utilisé pour le tournage du film dramatique de Basil Dearden J'étais un prisonnier. »
Entre 1952 et 1961, Milag a été utilisé comme centre d’hébergement pour les réfugiés d’Allemagne de l’Est. Finalement de nouveaux logements ont été construits dans la partie nord de Milag, tandis que la moitié sud est maintenant densément boisée.
La Bundeswehr a repris le site de Marlag, et à partir de mars 1963, désigné comme le Timke-Kaserne (« Caserne Timke ») il était le quartier général du Flugabwehrraketenbataillon 31 (« 31e Bataillon de missiles antiaériens ») de la 4e Division de la Luftwaffe, mettant en œuvre des missiles sol-air du MIM-23 Hawk. Ils ont finalement quitté le site en 1993, période à laquelle il a été réaménagé en parc d’activités.

## Évasions
Plusieurs tunnels d’évasion ont été creusés à Milag. Le premier était d’environ 12 m de long, il a été construit de mars à août 1943. Douze prisonniers se sont échappés, mais tous ont été repris dans les deux semaines. Un deuxième tunnel d’environ 40 m de long a été construit d’avril à août 1944. Cinq hommes s’échappèrent, mais furent de nouveau repris. Un autre tunnel construit par des prisonniers norvégiens a été découvert avant son achèvement. De plus, un autre tunnel a été creusé pour entreposer de la contrebande.
Deux officiers, le lieutenant Denis Kelleher (Royal Naval Volunteer Reserve) et le lieutenant Stewart Campbell (Fleet Air Arm), se sont échappés de Marlag au début de 1944, portant des bleus de travail pour cacher leurs uniformes, et ont réussi à atteindre la Grande-Bretagne en 22 jours, après être passés clandestinement en Suède neutre sur un navire depuis Brême.
Un autre évadé de Marlag était le lieutenant David James (RNVR). En décembre 1943, James s’est glissé hors du bloc des douches, mais il a été arrêté au port de Lübeck. À la fin de 1944, il s’est échappé à nouveau et cette fois il est parvenu en Suède.